# Condado de Marion (Florida)
El condado de Marion es un condado ubicado en el estado de Florida. En 2000, su población era de 258 916 habitantes. Su sede está en Ocala.

## Historia
El condado de Marion fue creado en 1844 a partir de porciones de los condados de Alachua, Mosquito (Orange) y Hillsborough. Hasta 1853, el condado de Marion incluía la mayor parte de lo que ahora son los condados de Lago y Sumter. Su nombre es el del General Francis Marion de Carolina del Sur, combatiente de guerrilla y héroe de la guerra de la Independencia de los Estados Unidos. Muchos de los primeros pobladores del condado de Marion provenían de Carolina del Sur. El lema del condado es el "Reino del sol".

## Demografía
Según el censo de 2000, el condado cuenta con 258 916 habitantes, 106 755 hogares y 74 621 familias residentes. La densidad de población es de 63 hab/km² (164 hab/mi²). Hay 122 663 unidades habitacionales con una densidad promedio de 30 u.a./km² (78 u.a./mi²). La composición racial de la población del condado es 84,16% Blanca, 11,55% Afroamericana o Negra, 0,45% Nativa americana, 0,70% Asiática, 0,02% De las islas del Pacífico, 1,69% de Otros orígenes y 1,44% de dos o más razas. El 6,03% de la población es de origen Hispano o Latino cualquiera sea su raza de origen.
De los 106 755 hogares, en el 24,70% de ellos viven menores de edad, 55,60% están formados por parejas casadas que viven juntas, 10,70% son llevados por una mujer sin esposo presente y 30,10% no son familias. El 25,00% de todos los hogares están formados por una sola persona y 13,00% de ellos incluyen a una persona de más de 65 años. El promedio de habitantes por hogar es de 2,36 y el tamaño promedio de las familias es de 2,79 personas.
El 21,40% de la población del condado tiene menos de 18 años, el 6,40% tiene entre 18 y 24 años, el 23,80% tiene entre 25 y 44 años, el 23,90% tiene entre 45 y 64 años y el 24,50% tiene más de 65 años de edad. La edad media es de 44 años. Por cada 100 mujeres hay 93,30 hombres y por cada 100 mujeres de más de 18 años hay 89,90 hombres.
La renta media de un hogar del condado es de $31 944, y la renta media de una familia es de $37 473. Los hombres ganan en promedio $28 836 contra $21 855 para las mujeres. La renta per cápita en el condado es de $17 848. 13,10% de la población y 9,20% de las familias tienen rentas por debajo del nivel de pobreza. De la población total bajo el nivel de pobreza, el 20,20% son menores de 18 y el 7,40% son mayores de 65 años.

## Ciudades y pueblos

### Municipalidades
1. Ciudad de Belleview
2. Ciudad de Dunnellon
3. Pueblo de McIntosh
4. Ciudad de Ocala
5. Pueblo de Reddick

### No incorporadas
- Fort McCoy
- Silver Springs Shores
- Salt Springs